# 種川駅

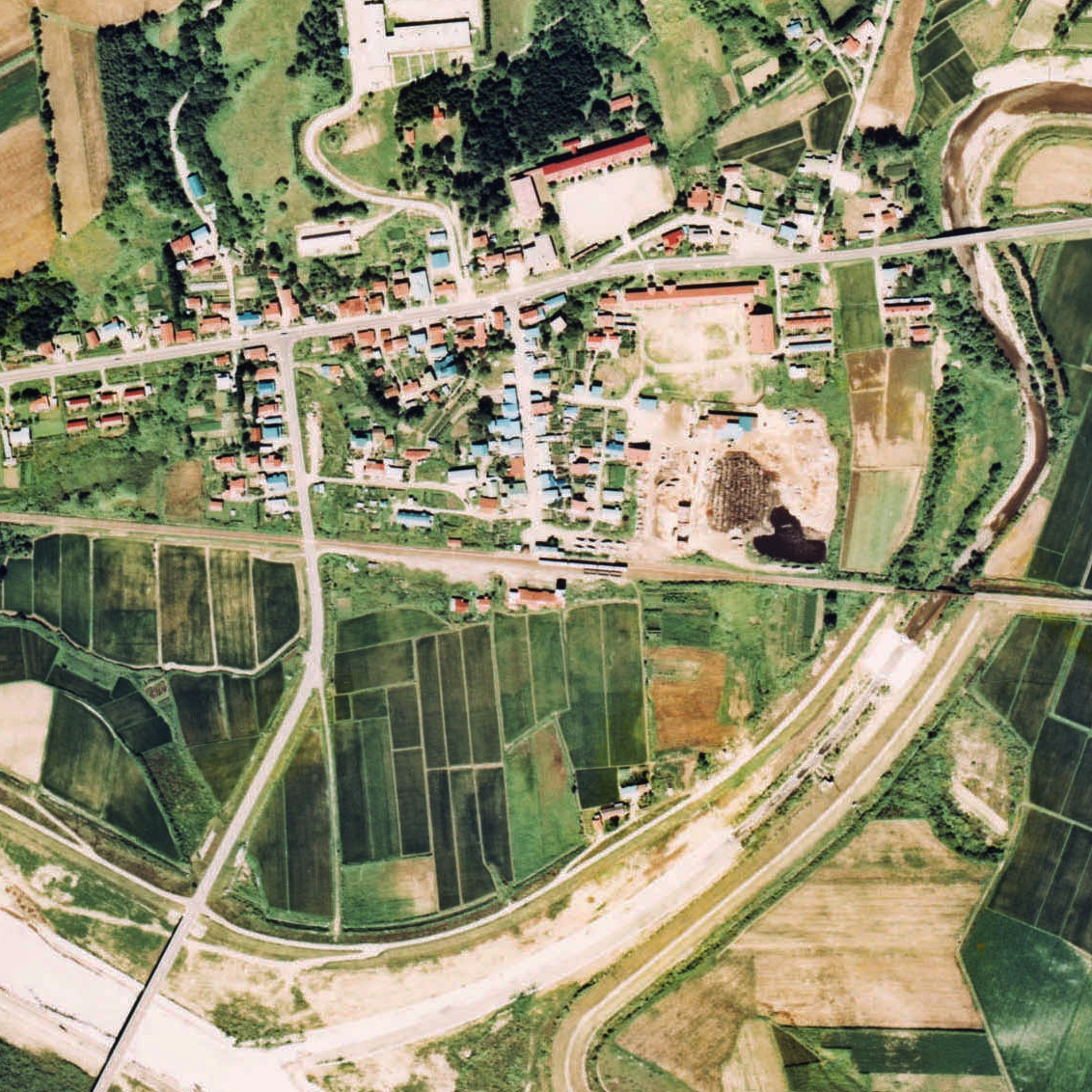
1976年の種川駅と周囲約750m範囲。左が瀬棚方面。

種川駅（たねかわえき）は、北海道瀬棚郡今金町字種川にかつて設置されていた、日本国有鉄道（国鉄）瀬棚線の駅（廃駅）である。電報略号はタネ。事務管理コードは▲141605。

## 歴史
- 1930年（昭和5年）10月30日 - 鉄道省瀬棚線花石駅 - 今金駅間開通に伴い開業（一般駅）[2][3]。
- 1979年（昭和54年）3月10日 - 貨物の取り扱いを廃止[4]。
- 1984年（昭和59年）2月1日 - 荷物の取り扱いを廃止[4]。
- 1980年代前半[注 1] - 業務委託化。
- 1987年（昭和62年）3月16日 - 瀬棚線の全線廃止に伴い、廃駅となる[4]。

### 駅名の由来
当駅附近を流れるメップ川の通称である「種川」に由来する。なおメップ川の名称はアイヌ語の「メㇺ（mem）」（湧壺）に由来する。

## 駅構造
廃止時点で、単式ホーム1面1線を有する地上駅であった。ホームは、線路の北側（瀬棚方面に向かって右手側）に存在した。
業務委託駅となっていた。駅舎は構内の北東側に位置し、ホームに接していた。

## 利用状況
- 1981年度の1日当たりの乗降客数は88人[7]。

## 駅周辺
- 国道230号（国縫道路）
- 種川郵便局
- 今金町立種川小学校
- 常世の松 - 推定樹齢1000年以上のオンコ(イチイ)
- 種川温泉休憩所 - 駅から徒歩5分[7]。
- 後志利別川
- 種川
- 下ハカイマップ川
- メップ川

## 駅跡
2000年（平成12年）時点で駅前商店街が駅附近の様子を止めており、2010年（平成22年）時点でも同様であった。2011年（平成23年）時点では、鉄道関連の遺構は何もない。小さい工場があるだけである。
また、旧駅国縫方の下ハカイマップ川と瀬棚方のメップ川に架かるガーダーの橋桁が2000年（平成12年）時点では残存していたが、2010年（平成22年）時点では撤去されていた。築堤は2010年時点でも残存している。

## 隣の駅
日本国有鉄道
瀬棚線
北住吉駅 - 種川駅 - 今金駅